# Cirsium creticum
Cirsium creticum là một loài thực vật có hoa trong họ Cúc. Loài này được (Lam.) d'Urv. mô tả khoa học đầu tiên năm 1822.